# 6124 Mecklenburg
6124 Mecklenburg (1987 SL10) là một tiểu hành tinh nằm phía ngoài của vành đai chính được phát hiện ngày 29 tháng 9 năm 1987 bởi F. Borngen ở Tautenburg.